# Kinesisk litteratur

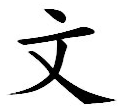
Wen, ett kinesiskt tecken som står för "litteratur".

Kinesisk litteratur sträcker sig över årtusenden, från de tidigaste nedtecknade dynastiska hovarkiven till de fullödiga berättande romanerna som kom fram under Mingdynastin för att underhålla massor av läskunniga kineser. Introduktionen av ett utbrett träsnittstryckeri under Tangdynastin (618–907) och Bi Shengs uppfinning av tryckteknik med rörliga typer (990–1051) under Songdynastin (960–1279) spred snabbt det skrivna ordet över Kina. I modern tid anses författaren Lu Xun (1881–1936) vara grundaren av baihua-litteratur i Kina.

## Historik
Kinesisk litteratur började med registerhållning och spådomskonst på orakelben. Den omfattande samling av böcker som har bevarats sedan Zhoudynastin visar hur avancerade de intellektuella en gång var. I själva verket har Zhoudynastin ofta betraktats som en prövosten för den kinesiska kulturella utvecklingen. De fem väderstrecken är grunden för nästan alla större studier. Begrepp som omfattas inom de kinesiska klassiska texterna erbjuder ett brett spektrum av ämnen, inklusive poesi, astrologi, astronomi, kalender, stjärnbilder och många andra. Några av de viktigaste tidiga texterna inkluderar I Ching och Shi Jing inom De fyra böckerna och De fem klassikerna. Många kinesiska begrepp som Yin och Yang, Qi, Fyra Ödespelare i förhållande till himmel och jord var alla teorier under de dynastiska perioderna.
Songdynastin var också en period av stor vetenskaplig litteratur, och såg skapandet av verk som Su Songs Xin Yixiang Fayao och Shen Kuos Drömpoolsessäer. Det fanns också enorma verk av historieskrivning och stora uppslagsverk, såsom Sima Guangs Zizhi Tongjian från 1084 eller Songs fyra stora böcker fullt sammanställda och redigerade på tiohundratalet. Konfucianister, daoister och lärde av alla klasser har i hög grad bidragit till att dokumentera historia till författatta heliga begrepp som verkar hundra år före sin tid. Många romaner som De fyra stora talspråksromanerna gav upphov till otaliga fiktiva berättelser. Vid slutet av Qingdynastin, kom den kinesiska kulturen att inleda en ny era med en kinesiska på skriftligt folkspråk för gemene man. Hu Shih och Lu Xun kom att bli pionjärer inom modern litteratur.

## Modern litteratur
Efter makttillträdet 1949 kontrollerade Kinas Kommunistiska Parti litteraturutgivningen vilket hämmade utvecklingen. Efter den korta perioden med De hundra blommorna-kampanjen blev socialistisk realism den enda litteratur som stöddes och uppmuntrades av regimen. Trots denna uniformitet skrevs det konstnärligt betydande verk i genren av bland andra Liu Qing, Yang Mo och Qu Bo. 

### Samtida litteratur
Under slutet av 1900-talet började en rad författare influerade av västerländsk modernism väcka internationell uppmärksamhet. Bland andra poeten Bei Dao, prosaisten Mo Yan och dramatikern Gao Xingjian. Sistnämnde blev år 2000 den förste kinesiske författare som tilldelades Nobelpriset i litteratur.
Författare som Wang Meng, Zhang Xinxin och Gao Xingjian experimenterade med modernistiska berättargrepp. En annan grupp författare med Han Shaogong, A Cheng, Li Rui och Mo Yan (nobelpristagare i litteratur 2012) är representanter för så kallad Xungen-litteratur som strävar efter att återknyta till inhemska och folkliga kulturella traditioner. De något yngre Yu Hua och Su Tong skriver i en mer avantgardistisk och desillusionerad stil. Yan Lianke belyser sociala samtidsproblem i romaner och noveller.
En rad kvinnliga författare som Chen Ran, Hong Ying, Wei Hui och Wang Anyi
skildrar det nya snabbt föränderliga kinesiska samhället utifrån (ofta unga) kvinnors perspektiv. Neorealismen med författare som Fang Fang, Lui Heng  
och Chi Li utgör en annan betydelsefull riktning i den samtida kinesiska litteraturen. Inflytande från Franz Kafka och magisk realism märks hos författare som Can Xue.